# Jens Paludan-Müller (präst)
Jens Paludan-Müller, född den 8 januari 1813, död den 29 juni 1899, var en dansk teologisk författare. Han var bror till Caspar och Frederik Paludan-Müller samt far till Johannes Paludan-Müller.
Paludan-Müller blev 1837 teologie kandidat och 1847 präst, med sluttjänst 1874–1882 i Snesere på Själland. 
Paludan-Müller utgav Om Guds Ord (1869) och Skriften og Overleveringen (1871), i vilka han intar en förmedlande ställning mellan Grundtvig och dennes motståndare, samt Evangelisk Præstegjerning (1870) och Folkekirken og evangelisk Tro (1890).

## Utmärkelser
- Riddare av Dannebrogorden,  1862[1]
- Dannebrogsmännens hederstecken,  1887[1]

[Redigera Wikidata]